# John McDouall Stuart

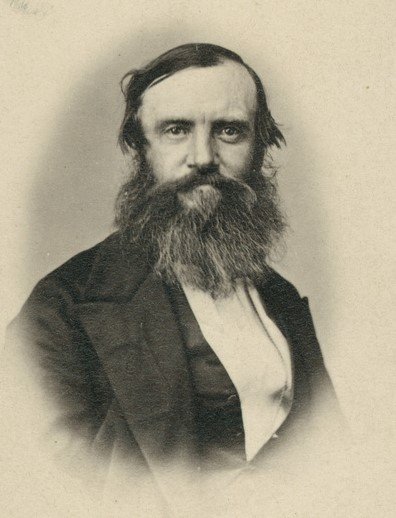
John McDouall Stuart
(ca. 1860)

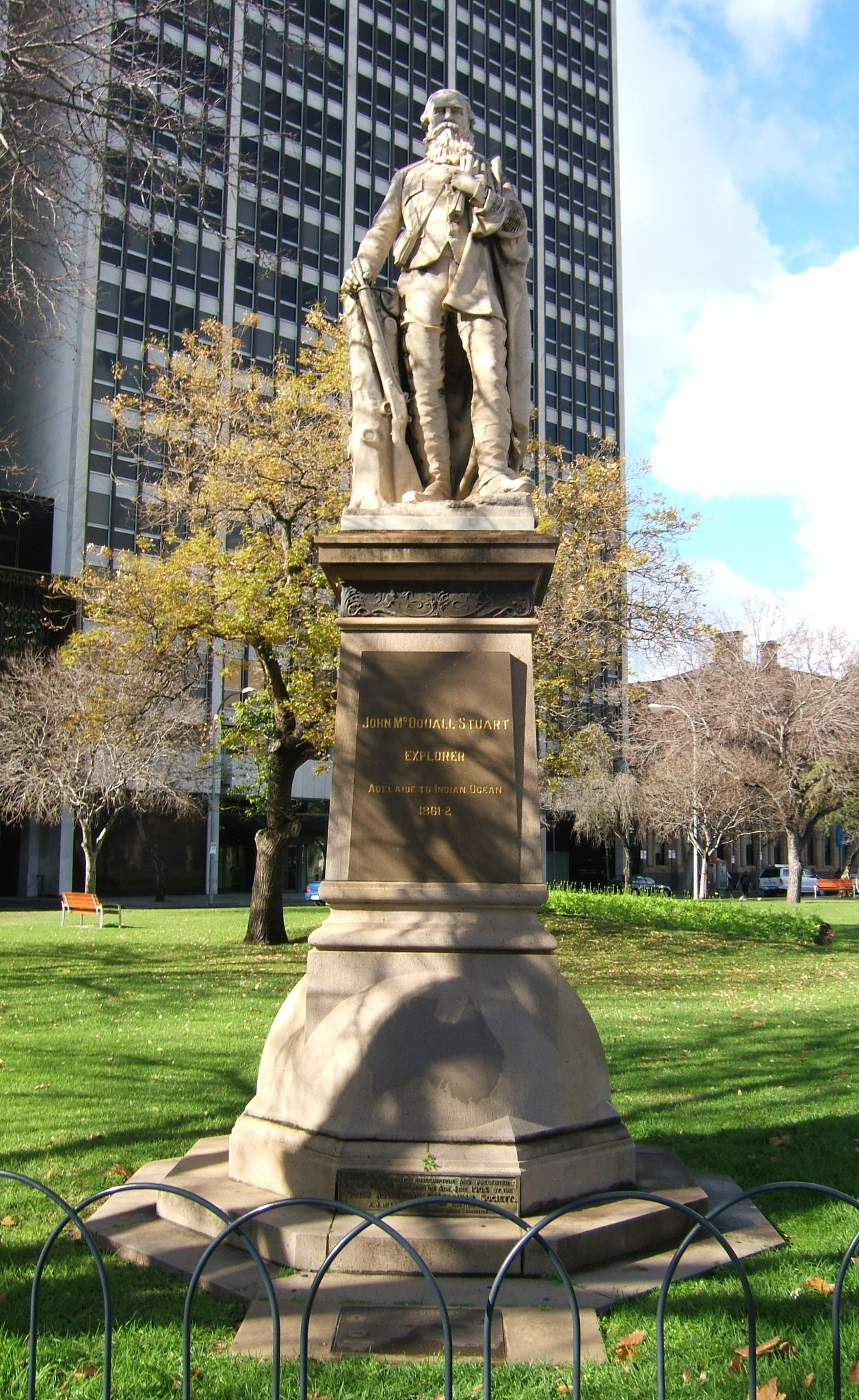
Standbeeld van Stuart in Adelaide.

John McDouall Stuart (Dysart (Schotland), 7 september 1815 - 5 juni 1866) was de beroemdste ontdekkingsreiziger van Australië. Hij leidde de tweede expeditie die het Australisch continent van noord naar zuid overstak en de eerste die dat deed vanuit het zuiden (vanuit Zuid-Australië) ondanks geringe steun van de regering van Zuid-Australië. 
Zijn ervaring en de zorg die hij gaf aan zijn team zorgde ervoor dat hij nooit een expeditielid verloor, ondanks het onherbergzame terrein dat hij doorkruiste. De tochten van Stuart leidden uiteindelijk tot het aanleggen van een telegraaflijn tussen Adelaide en Darwin en van de voornaamste weg tussen Port Augusta in Zuid-Australië en Darwin in het Noordelijk Territorium. Deze weg werd naar Stuart vernoemd: de Stuart Highway.